# Giovanni Fattori
Giovanni Fattori (Liorna, 6 de setembre de 1825 - Florència, 30 d'agost de 1908) va ser un pintor italià, considerat el més gran exponent dels macchiaioli.

## Biografia
Se'n sap poc de la vida de jove de Fattori, llevat del fet que va néixer pobre. Es va traslladar a Florència el 1846, on va entrar en contacte amb el grup del «Caffè Michelangiolo» i es va fer deixeble de Giuseppe Bezzuoli. Pocs exemples dels seus primers treballs s'han conservat, tots ells esbossos, del que es dedueix que el seu treball es tornés més fort i madur solament després de 1851. Les seves primeres pintures en aquest període van ser principalment escenes històriques influïdes per Bezzuoli, freqüentment escenes de la història del Medioevo o del renaixement. Tota la seva pintura notable va ser realitzada després dels 40 anys.
Va formar part a les batalles per la unitat d'Itàlia com «noi de la correspondència». El seu primer treball sobre el Risorgiment, El camp italià després de la batalla de Magenta, destaca en aquest període. A partir del qual el tema militar es torna un dels favorits de Fattori: batalles, soldats, cavalls. L'altre tema recurrent és el paisatge, en particular la seva terra, la maremma Toscana.
Descrit sovint com a realista, en aquest període es va fer membre dels macchiaioli, una corrent de pintors, que van ser els precursors de l'impressionisme. Fattori és considerat un dels membres més notables d'aquest moviment artístic, mentre que en el seu temps era considerat revolucionari o ridícul, segons el punt de vista, en lloc d'un avantguardista.
Fattori es considerava un pintor de persones més que de paisatges, encara que aquestes figures eren en general posades en paisatges imaginaris que demostraven el seu domini del color sobre la influència de la llum i les ombres. Les seves obres es troben, entre altres llocs, a la Galeria Nacional d'Art Modern i Contemporani de Roma; Galeria cívica d'art modern i contemporani de Torí, Pinacoteca de Brera, Milà; Galería d'Art Modern del Palau Pitti de Florència; Pinacoteca Cívica de Forlì o als Estats Units el Museum of Fine Arts de Boston.
La difícil situació econòmica que va tenir al llarg de la seva vida, es va veure agreujada per una sèrie de tragèdies familiars, com la mort per tuberculosi de la seva dona, succeïda el 1867. Immediatament després l'artista va començar a viatjar, passant per París, Londres, Dresden, Filadèlfia, Santiago de Xile, on va guanyar diversos premis.
L'any 1886 va aconseguir la plaça de professor de l'Acadèmia de Belles Arts de Florència i en els últims anys es va dedicar cada vegada amb més interès al gravat. El 1899 va participar en la III Exposició Internacional d'Art de Venècia.

## Obres
- Autoritratto (1854)

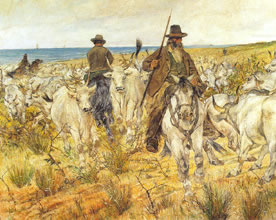
Bestiame al pascolo

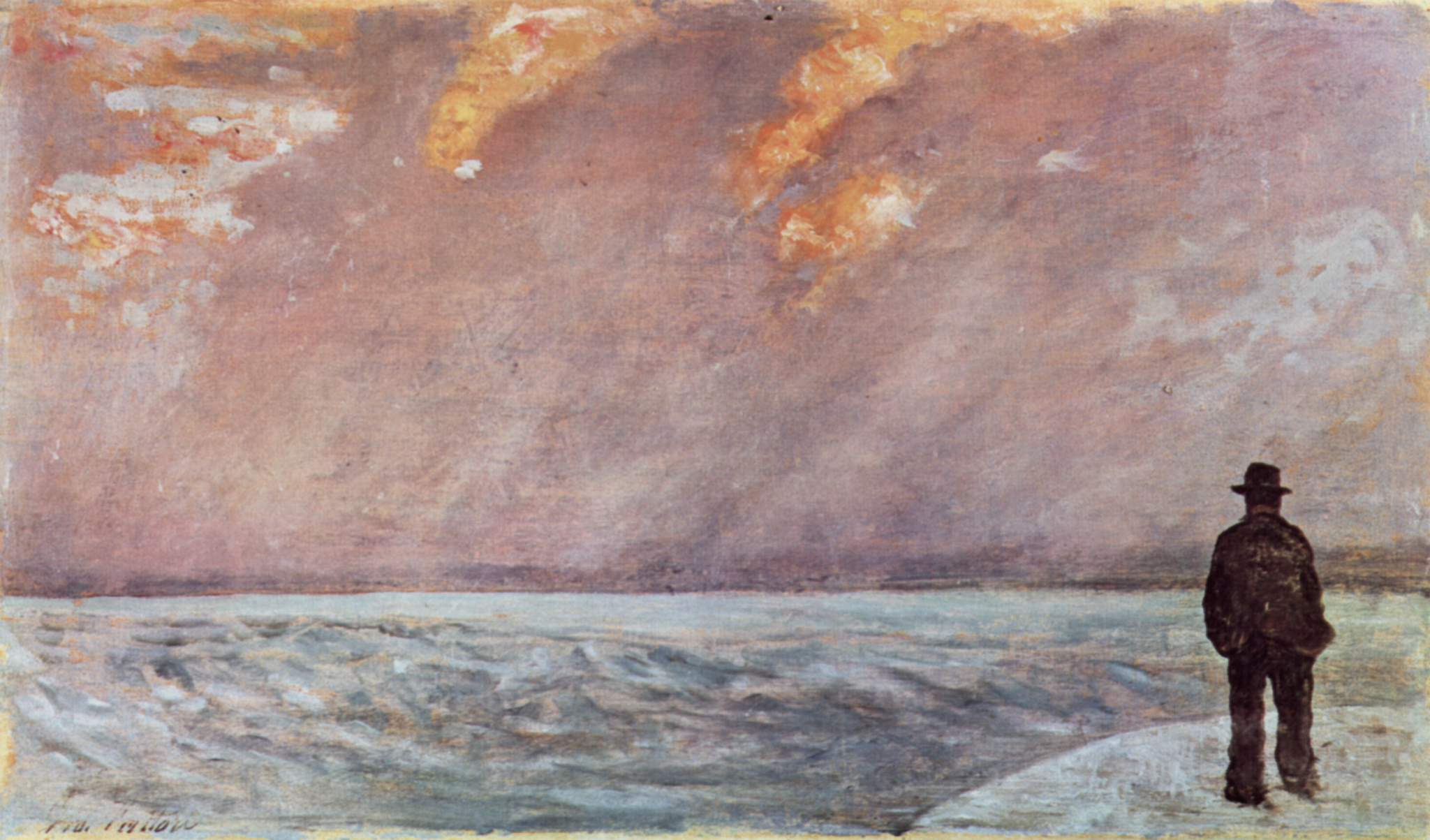
Tramonto sul mare (1890-1895)

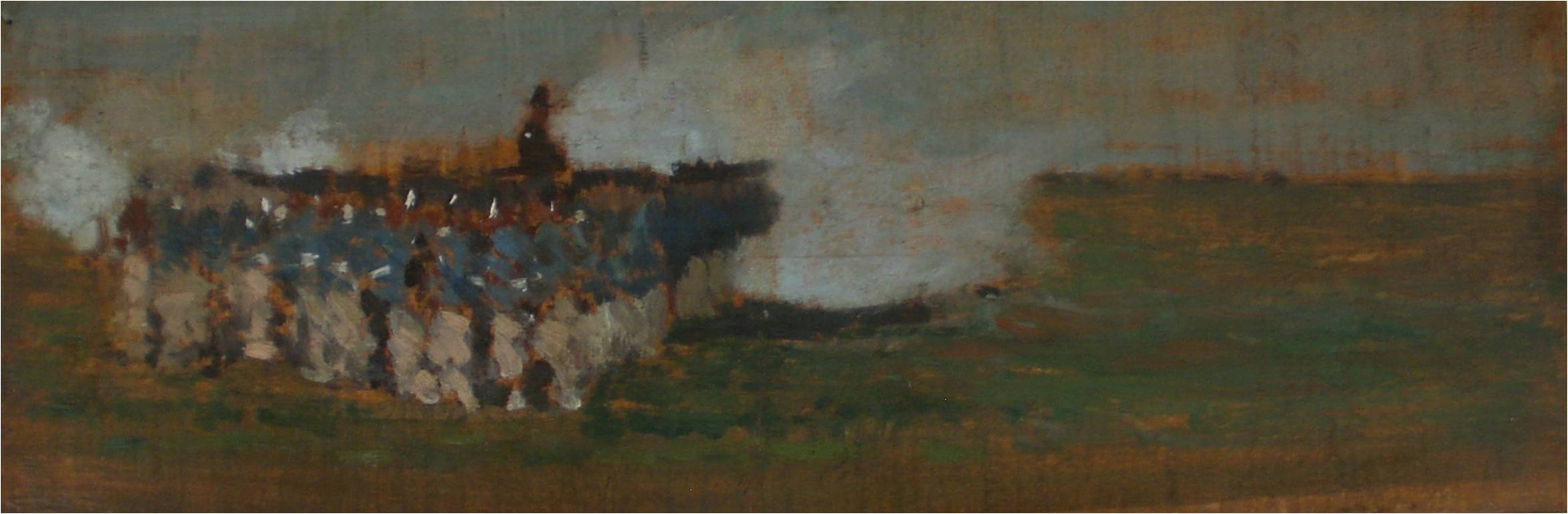
Il quadrato di Villafranca o Esercitazione di Tiro

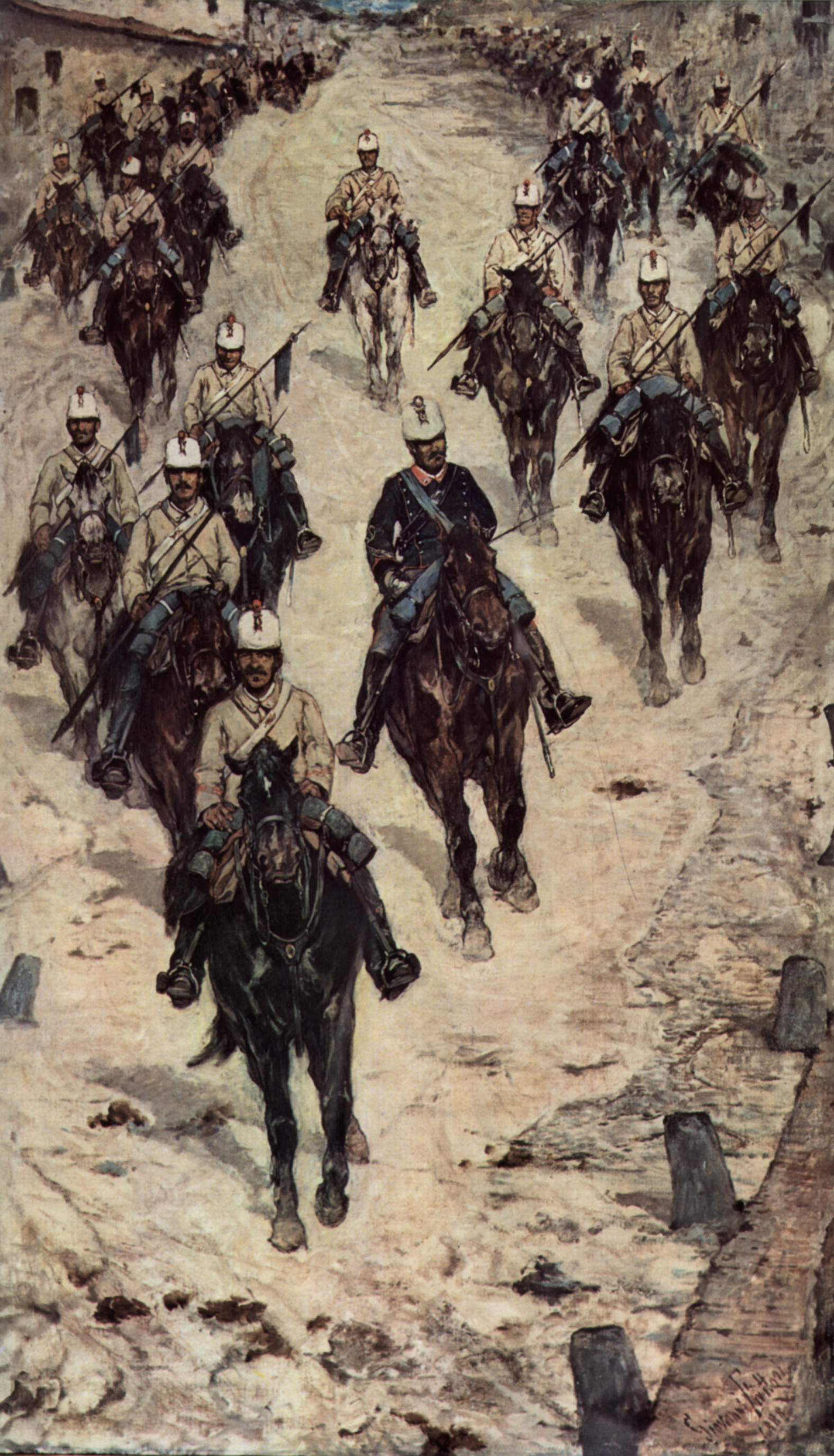
Pintura militar (1888)

- I difensori delle libertà fiorentine affrontano conversando il patibolo (1856 circa)
- Battaglia di Gavignana (1856 circa)
- Maria Stuarda a Crookstone (1858-1861)
- Soldati francesi del '59 (1859)
- Soldati del '59 (1859)
- Gli eccidi di Mantova (1859-1860)
- Campo italiano alla battaglia di Magenta (1860)
- Garibaldi a Palermo (1860-1862)
- Gli sposi (o I fidanzati) (1860-1861)
- Ritratto della cugina Argia (1861)
- Il campo italiano alla battaglia di Magenta (1862)
- Carica di cavalleria a Montebello (1862)
- Battaglia di San Martino (1862-1863)
- Pasture in Maremma (1863-1864)
- Costumi livornesi (1865)
- Ritratto della prima moglie (1865)
- Acquaiole livornesi (1865)
- Le macchiaiole (1865)
- La Rotonda dei bagni Palmieri (1866)
- Signora al sole (1866)
- La punta del Romito (1866)
- Silvestro Lega che dipinge sugli scogli (1866)
- Diego Martelli a Castiglioncello (1867)
- Le botti rosse (1867)
- La signora Martelli a Castiglioncello (1867 circa)
- Ritratto di Valerio Biondi (1867)
- Assalto a Madonna della Scoperta (1866-1867)
- Assalto a Madonna della Scoperta (1868)
- In vedetta (1868-70)
- Buoi al carro' (1870 circa)
- Raccolta del fieno in Maremma (1870 circa)
- Autoritratto con bombetta (1870 circa)
- Mercato dei cavalli in piazza della Trinità a Roma (circa 1872, perduda)